# Pieter Burmann
Pour les articles homonymes, voir Burmann.
Cet article possède un paronyme, voir Pieter Burmann le Jeune.
Pieter Burmann (1668 - 31 mars 1741), grammairien et éditeur scientifique néerlandais (à distinguer de son neveu Pieter Burmann le Jeune) est l'auteur des éditions de référence de nombreux auteurs latins.

## Biographie
Il fut professeur d'histoire, d'éloquence et de langue grecque dans les universités d'Utrecht (jusqu'en 1716, où Arnold Drakenborch lui succéda) et de Leyde et donna de nombreuses éditions d'auteurs latins :
- Phèdre (1698) ;
- Horace (1699) ;
- Valerius Flaccus (1702) ;
- Pétrone (1709) ;
- Velleius Paterculus (1719) ;
- Quintilien (1720) ;
- Justin (1722) ;
- Ovide (1727) ;
- Poetae Latini minores (1731) ;
- Suétone (1736) ;
- Lucain (1740) ;
- Virgile (1746) ;
- Claudien (1760).

Il publia aussi une édition des travaux de George Buchanan.
Il acheva le Thesaurus Antiquitatum et Historiarum Italiae de Johann Georg Graevius.
Il écrit le traité De Vectigalibus Populi Romani (1694) et un petit manuel sur les Antiquités romaines Antiquitatum Romanarum Brevis Descriptio (1711).
Son Sylloge epistolarum a viris illustribus scriptarum (1725) est cité important au XIXe siècle par le Dictionnaire Bouillet pour l'histoire de l'homme cultivé. La liste de ses ouvrages occupe 5 pages dans l'ouvrage Onomasticon.